# Station Reda Rekowo
Station Reda Rekowo is een spoorwegstation in de Poolse plaats Reda.